# Chris Morgan (aviron)
Pour les articles homonymes, voir Chris Morgan.
Christopher Morgan, dit Chris Morgan, né à Adélaïde le 15 décembre 1982, est un rameur d'aviron australien.

## Palmarès

### Jeux olympiques
- 2008 à Pékin,  Chine
  - 4e en quatre de couple
- 2012 à Londres,  Royaume-Uni
  -  Médaille de bronze en quatre de couple

### Championnats du monde
- 2010 à Hamilton,  Nouvelle-Zélande
  -  Médaille d'or en deux avec barreur
- 2011 à Bled,  Slovénie
  -  Médaille d'or en quatre de couple